# 人間四月天
《人間四月天》是一部由臺灣縱橫國際影視股份有限公司、中央電影事業股份有限公司以及中國大陸北京榮信達影視藝術中心所合拍的電視劇。《人間四月天》於1999年先後在臺灣公視、臺灣超視、臺灣台視、大陸央視、香港亞視播出。

## 名稱由來
編劇王蕙玲將林徽音詩作《我說你是人間的四月天》解作她描述徐志摩的詩作。林徽音之子梁從誡则說：“父亲曾告诉我，《你是人间的四月天》是母亲在我出生后的喜悦中为我而作的，但母亲自己从未对我说起过这件事。”

## 故事概要
正如該劇副題「徐志摩的愛情故事」所標示的，這齣戲主要描述徐志摩與三位女性（元配張幼儀，心儀對象林徽音，以及最後的伴侶陸小曼）的愛情故事。

## 影響
該劇在2000年1月播出後引起極大迴響，公視的網站因留言人數過多而當機，報紙爭相報導「人間四月天熱」，中文系教授被迫接受採訪談徐志摩的愛情故事；《人間四月天》重新挑起了人們對於民國初年的文化想像，不但人人對劇中台詞「許我一個未來吧」琅琅上口、市面上立刻充斥著關於徐志摩、林徽音乃至民初文人愛情故事的書籍，連統一集團都順著民初熱強打綠奶茶飲料「飲冰室茶集」。
谈到热播的该剧，林徽音與梁思成之子梁從誡表示，林徽因对徐志摩并没有爱情。该剧也被梁从诫以及徐志摩堂侄徐炎等人指出歪曲了徐志摩的形象。

## 幕後人員
| #  | 職稱         | 人員                           |
| -- | ------------ | ------------------------------ |
| 1  | 導演         | 丁亞民、曾念平                 |
| 2  | 編劇         | 王蕙玲                         |
| 3  | 總監製       | 徐立功、李少紅、邱順清、韓三平 |
| 4  | 製片人       | 徐立功、李小婉                 |
| 5  | 執行監製     | 葉如芬                         |
| 6  | 攝影藝術總監 | 曾念平                         |
| 7  | 策劃         | 陳靜葦、企劃楊惠怡             |
| 8  | 公關宣傳     | 張三玲                         |
| 9  | 執行製作     | 劉藝、蔣忠義、春海             |
| 10 | 副導演       | 李世江、呂一丁、謝荐           |
| 11 | 攝影指導     | 袁曉滿                         |
| 12 | 攝影師       | 段正軍（攝影助理胖哥）         |
| 13 | 場記         | 張平                           |
| 14 | 美術指導     | 傅德林、林琦                   |
| 15 | 道具         | 李明山、陶新建                 |
| 16 | 服裝         | 劉建華                         |
| 17 | 梳化妝       | 夏娟、王玉玲                   |
| 18 | 崑曲指導     | 姚鴻明及北方崑曲樂團           |
| 19 | 燈光         | 董少松、王浩                   |
| 20 | 剪輯         | 劉氫                           |
| 21 | 音效         | 瞿衛軍                         |
| 22 | 音樂策劃     | 姚謙                           |
| 23 | 配樂         | 廖嘉偉、張世豪、趙麟           |

## 演員表
| #  | 演員   | 角色     | 简介       |
| -- | ------ | -------- | ---------- |
| 1  | 黃 磊  | 徐志摩   |            |
| 2  | 劉若英 | 張幼儀   |            |
| 3  | 周 迅  | 林徽因   |            |
| 4  | 伊能靜 | 陸小曼   |            |
| 5  | 郎 雄  | 梁啟超   |            |
| 6  | 吳 軍  | 梁思成   |            |
| 7  | 馬 躍  | 王 賡    | 陸小曼前夫 |
| 8  | 馮 雷  | 翁瑞午   |            |
| 9  | 周 正  | 徐 父    |            |
| 10 | 牟 云  | 徐 母    |            |
| 11 | 李 健  | 徐家阿奶 |            |
| 12 | 由立平 | 林長民   |            |
| 13 | 馬 捷  | 胡 適    |            |
| 14 | 郭春香 | 梁 母    |            |
| 15 | 王桂娥 | 林 母    |            |
| 16 | 孫 斌  | 沈叔薇   |            |
| 17 | 邵萬林 | 陸 父    |            |
| 18 | 高 放  | 陸 母    |            |
| 19 | 王 斑  | 張嘉璈   | 張幼儀二哥 |
| 20 | 李連生 | 張 父    |            |
| 21 | 趙肖男 | 張 母    |            |

## 音樂

### 歌曲
| 曲別   | 歌名                           | 作詞   | 作曲   | 演唱   |
| 主題曲 | 《飛的理由》                   | 姚謙   | 黃韻玲 | 林憶蓮 |
| 片尾曲 | 《我多麼羨慕你》               | 姚謙   | 張洪量 | 江美琪 |
| 插曲   | 《我不知道風是在哪一個方向吹》 | 徐志摩 | 張世豪 | 黃磊   |

### 原聲帶曲目
1. 我等候你+飛的理由(節奏版)
2. 我等候你(鋼琴 演奏曲)
3. 雪花的快樂(笛/吉他/弦樂演奏曲)
4. 我不知道風是在哪一個方向吹(黃磊O.S.)
5. 我不知道風是在哪一個方向吹(黃磊演唱曲)
6. 我多麼羨慕你(吉他演奏曲)
7. 雪花的快樂(鋼琴/弦樂 演奏曲)
8. 雪花的快樂(黃磊O.S.)
9. 我多麼羨慕你(江美琪演唱曲)
10. 飛的理由(鋼琴演奏曲)
11. 我等候你(手風琴/跳弓/弦樂/打擊樂演奏曲)
12. 我不知道風是在哪一個方向吹(演奏曲)
13. 我多麼羨慕你(江美琪 吟唱曲)
14. 再別康橋(黃磊O.S.)

## 相關書籍
- 《人間四月天劇本》，王惠玲著
- 《追尋人間四月天—丁亞民導演筆記》，丁亞民著，星元素文化出版

## 外部連結
- 新浪娱乐《人间四月天》专题 （页面存档备份，存于）
- 互联网电影数据库（IMDb）上《人間四月天》的资料（英文）
- 豆瓣电影上《人間四月天》的資料 （简体中文）